# Bsissa
La bsissa (بسيسة) est un mets originaire du Maghreb,  plus précisément de Tunisie,  Libye et d'Algérie  . 

## Description
Préparé à base de farine de blé ou d'orge, assaisonné à la marjolaine, à la coriandre, à l'anis au fenouil, aux lentilles, ce plat peut être liquide (mélangé avec l'eau ou du lait) ou solide (mélangé avec de l'huile d'olive).

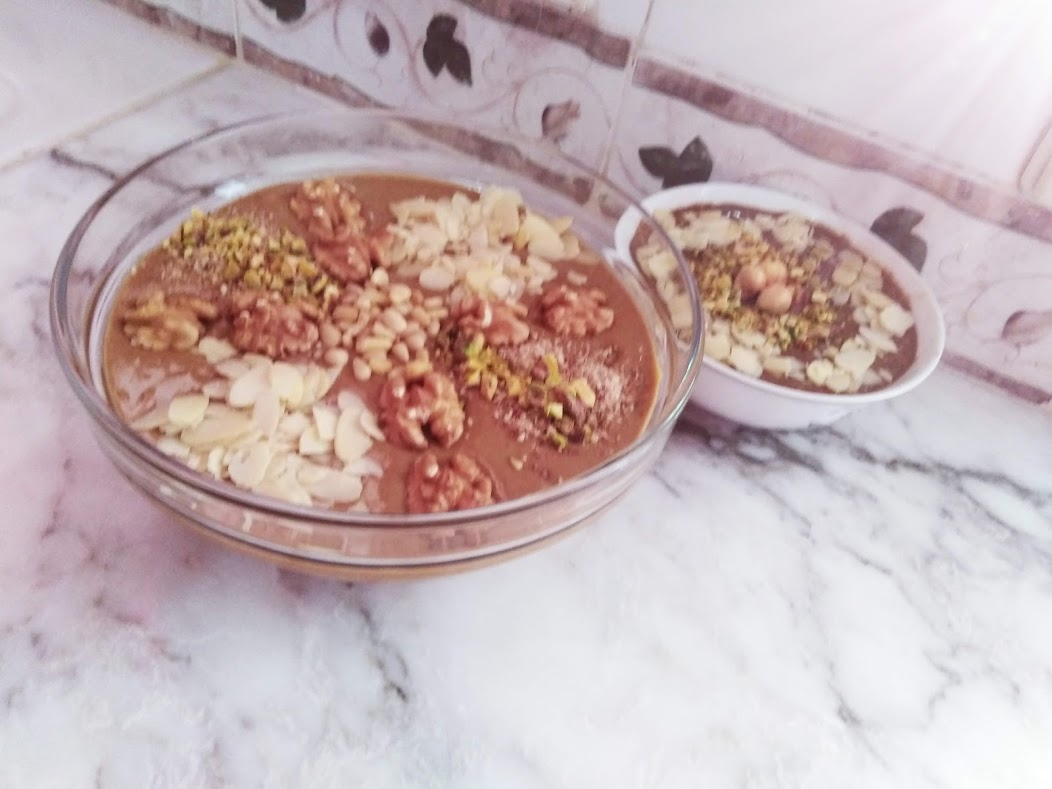
Bsisa tunisienne de Msaken.

En Tunisie, la bsissa est un mélange de farine de blé ou d'orge, avec de la farine de pois chiche et des épices. La farine de pois chiche apporte au mélange des qualités nutritionnelles remarquables. Les acides aminés du blé et du pois chiche forment un mélange protéiné parfaitement équilibré. La préparation se fait généralement avec du sucre et de l'huile d'olive.

## Consommation
Le mets est consommé au petit déjeuner et gagne un intérêt particulier lors du ramadan où ses qualités nutritives et sa richesse en calories permettent au jeuneur de mieux supporter la faim lors de la journée. Il est aussi savouré lors d'une naissance par la mère et les convives, une tradition tunisienne qui dure depuis des décennies.
En Tunisie, la bsissa se consomme de préférence avec des dattes et des fruits secs.

## Culture
Un festival est organisé chaque année dans la ville de Lamta, en Tunisie, pour rendre hommage à ce plat traditionnel avec un concours et divers prix récompensant la meilleure bsissa.
Dans les communautés juives de Libye et de Tunisie, il est de coutume de célébrer l’arrivée du mois nissan par la « cérémonie de la bsissa ».